# Серратос, Рамон
Рамон Серратос (исп. Ramón Serratos Pérez Sandi; 13 сентября 1895, Компостела, штат Наярит — 18 июня 1973) — мексиканский пианист, композитор и музыкальный педагог. Отец Энрике Серратоса и Авроры Серратос Гарибай.
Начал заниматься музыкой в своём родном городе, с 11 лет служил органистом в городском соборе. Затем учился в Гвадалахаре, в том числе у Хосе Ролона. В 1915 году правительством штата Халиско был объявлен пианистом штата, впервые в его истории. В 1919 году открыл в Гвадалахаре собственную музыкальную школу, где среди его учеников была и будущая жена Серратоса Аврора Гарибай Хитли, а также Консуэло Веласкес. В 1921—1923 гг. и в 1927 г. совершенствовал своё исполнительское мастерство в США под руководством Иосифа Левина, частично вместе с женой; выступал вместе с ней дуэтом.
В 1936 г. перебрался в Мехико. В 1938—1940 и 1954—1957 гг. возглавлял отделение музыки Национального автономного университета, до 1960-х гг. преподавал фортепиано.
Композиторское наследие Серратоса состоит преимущественно из фортепианной музыки, написанной, в основном, в 1920-е годы; часть произведений сам композитор переложил для скрипки, в том числе Этюд в октавах, записанный Генриком Шерингом. Альбом с фортепианными пьесами Серратоса записал Артуро Уручурту, несколько пьес — Густаво Риверо Вебер.